# Maria-sama ga miteru
Maria-sama ga miteru (マリア様がみてる, littéralement La Vierge Marie vous regarde), appelée aussi par la forme courte Marimite (マリみて), est une série de light novels écrite par Oyuki Konno et illustrée par Reine Hibiki, publiée entre 1998 et 2012 dans le magazine Cobalt de Shūeisha et compilée en un total de 39 tomes. L'œuvre, du genre yuri, s'attache à décrire les relations assez fortes unissant entre elles plusieurs élèves de l'école privée catholique pour jeunes filles de Lillian.
Une adaptation en manga dessinée par Satoru Nagasawa est publiée entre 2003 et 2010 et comporte neuf volumes reliés. Des adaptations en série télévisée d'animation et Original Video Animation sont produits par Studio Deen entre 2004 et 2009. Un film live est sorti en 2010, et plusieurs CD drama sont commercialisés au Japon.

## Trame

### Synopsis
Nouvelle élève à l'école privée catholique pour jeunes filles de Lillian (私立リリアン女学園, Shiritsu Ririan Jogakuen), Yumi Fukuzawa est approchée un jour par Sachiko Ogawasara, une des élèves les plus populaires de l'école, qui lui demande de devenir sa « petite sœur » en raison de l'ancienne tradition de l'école.

### Personnages principaux

#### Rosa chinensis
Yumi Fukuzawa (福沢 祐巳, Fukuzawa Yumi)
Voix japonaise : Kana Ueda
C'est l'héroïne de Maria-sama ga miteru. En première année à l'école Lillian, timide et maladroite, elle va se retrouver au centre de l'attention de toute l'école quand Sachiko Ogasawara, une des élèves les plus populaires de Lillian, manifeste son intention d'en faire sa petite sœur. Elle se décrit elle-même comme une fan de Sachiko, et ne comprend pas l'intérêt que cette dernière lui porte.
Sachiko Ogasawara (小笠原 祥子, Ogasawara Sachiko)
Voix japonaise : Miki Itō
Une élève de seconde année et Rosa chinensis en bouton.
Yōko Mizuno (水野 蓉子, Mizuno Yōko)
Voix japonaise : Miki Itō
Une élève de troisième année et Rosa chinensis.

#### Rosa foetida
Yoshino Shimazu (島津 由乃, Shimazu Yoshino)
Voix japonaise : Haruna Ikezawa
Une élève de première année et cousine de Rei Hasekura qui est aussi sa grande sœur, laquelle a pris l'habitude depuis l'enfance de veiller à ce que le caractère de pile électrique de sa cousine ne fatigue pas trop sa faible constitution.
Rei Hasekura (支倉 令, Hasekura Rei)
Voix japonaise : Shizuka Itō
Une élève de seconde années et Rosa foetida en bouton. Malgré son apparence masculine (cheveux courts, pratiquante de kendo), c'est sans aucun doute la plus féminine des deux cousines.
Eriko Torii (鳥居 江利子, Torii Eriko)
Voix japonaise : Hitomi Nabatame (en)
Une élève de dernière année et Rosa foetida. Son personnages est peu développé dans la série animée, on sait seulement d'elle qu'elle adore ce qui sort de l'ordinaire.

#### Rosa gigantea
Shimako Tōdō (藤堂 志摩子, Tōdō Shimako)
Voix japonaise : Mamiko Noto
Elle est issue d'une famille bouddhiste et est la plus admirée des premières années. À l'origine, Sachiko avait déclaré vouloir en faire sa petite sœur mais Sei l'a prise de vitesse. Sei n'ayant choisi aucune petite sœur quand elle était en première année, Shimako devient automatiquement Rosa gigantea en bouton.
Sei Satō (佐藤 聖, Satō Sei)
Voix japonaise : Megumi Toyoguchi
En troisième année à Lillian et Rosa gigantea, c'est un cas à part parmi les personnages de la série : bruyante, faisant fi des conventions, adorant taquiner les autres (en particulier les Rosa chinensis) mais toujours prête à aider, elle cache une personnalité tourmentée.
Noriko Nijō (二条 乃梨子, Nijō Noriko)
Voix japonaise : Kaori Shimizu (en)
Elle devient la petite sœur de Shimako et la nouvelle Rosa gigantea en bouton après le début de la nouvelle année et le départ des anciennes Roses. Elle apparaît dans le volume 9 des romans, et dans la seconde saison de la série animée.

### Termes employés
Le principe du senpai et du kōhai, ou autrement dit l'élève expérimenté et son jeune camarade moins avancé, joue un rôle clé parmi les étudiants japonais, et on le retrouve donc dans de nombreux anime. Le senpai participe à l'éducation de l'élève plus jeune et le fait profiter de son expérience, tandis que ce dernier lui doit le respect. Marimite n'en est pas exempt, même si le système a été légèrement modifié : chaque élève a une « grande sœur » qui est obligatoirement plus âgée qu'elle (en général elles sont séparées d'une classe, mais il y a des exceptions), et qui va lui apprendre tout ce qu'elle doit savoir pour étudier à Lillian, comment s'habiller, quels sont les codes à respecter, et se fait le relais de l'autorité si besoin est. L'instruction au lycée de Lillian se faisant en trois ans, on trouve en général à un moment donné des « familles » constituées d'une sœur ainée, d'une cadette et d'une benjamine. Enfin, le lien entre la petite et la grande sœur se concrétise par l'échange d'un rosaire.
Le système est une tradition solidement ancrée à Lillian, mais n'est en rien une obligation (même s'il existe une certaine forme de pression sociale poussant les élèves de seconde ou de troisième année à choisir une « petite sœur »).
Autre particularité de Lillian, le conseil des élèves (山百合会, yamayurikai, littéralement « conseil des lys des montagnes ») est constitué de trois élèves portant les noms de roses (Rosa gigantea, Rosa chinensis et Rosa foetida), aidées de leurs petites sœurs, nommées « [roses] en bouton ». Le conseil des élèves est un organe élu, et les petites sœurs des Roses ne sont donc pas assurées d'y être élues l'année d'après.

## Light novel
Maria-sama ga miteru est originellement une histoire courte écrite en 1997 par Oyuki Konno, avant de devenir une série de light novels comportant des illustrations de Reine Hibiki. Le premier tome est publié par Shueisha le 24 avril 1998. La publication de la série s'achève le 28 avril 2012 avec la sortie du 39e tome. Plusieurs histoires courtes ont également été publiées.
Konno et Hibiki sont également à l'origine d'une série dérivée, Oshaka-sama mo Miteru (お釈迦様もみてる), comprenant dix tomes publiés entre août 2008 et novembre 2013,.

## Manga
L'adaptation en manga est dessinée par Satoru Nagasawa et est basée sur le scénario de la série de light novels. Le manga est publié entre octobre 2003 et octobre 2005 dans le magazine Margaret. L'œuvre est ensuite transférée dans le magazine The Margaret, et la prépublication reprend entre mai 2006 et décembre 2007. Des chapitres supplémentaires sont publiés dans le magazine The Margaret entre mai et août 2010. La série est compilée en un total de neuf tankōbon.
Plusieurs mangas one shot ont également vu le jour.

## Anime
Une première adaptation en anime de 13 épisodes est diffusée du 7 janvier au 31 mars 2004 sur TV Tokyo. Celle-ci est réalisée au sein de Studio Deen par Yukihiro Matsushita, avec un scénario de Reiko Yoshida et des compositions de Mikiya Katakura. Sept VHS et DVD sont ensuite commercialisés entre avril et octobre 2004 par Geneon Universal Entertainment.
Une deuxième saison de 13 épisodes, Maria-sama ga miteru ~Haru~ (マリア様がみてる〜春〜, littéralement La Vierge Marie vous regarde ~Printemps~), est diffusée du 4 juillet au 26 septembre 2004. Six VHS et DVD sont commercialisés entre octobre 2004 et avril 2005 par Geneon.
Une troisième saison sous forme de cinq OAV est sortie en DVD entre novembre 2006 et juillet 2007.
Une quatrième saison de 13 épisodes, cette fois-ci réalisée par Toshiyuki Katō, est diffusée du 3 janvier au 28 mars 2009. Six DVD sont commercialisés entre mars et août 2009 par Geneon.
Il existe aussi 29 courts épisodes spéciaux parodiques, intitulés Maria-sama ni wa naisho (マリア様にはないしょ, littéralement Ne dites rien à la Vierge Marie), sont présents sur les DVD des quatre saisons.

## Film en prise de vues réelles
Un film en prise de vues réelles, réalisé par Kōtarō Terauchi et co-écrit par Terauchi et Keiji Sagami, est sorti le 6 novembre 2010 dans les salles japonaises.